# Antonio Fernández de Molina Cañas
Antonio Fernández de Molina Cañas (Bujalance, província de Còrdova, 30 de setembre de 1919 - Madrid, 17 de febrer de 2007) fou un metge i científic espanyol.
Fill d'un metge rural, es va llicenciar en medicina a la Universitat de Madrid, on s'hi va doctorar el 1947 amb una tesi sobre La funció endocrina de les artèries. Després fou becari de l'Institut de Recerques Clíniques i Mèdiques i del Departament de Fisiologia de la Universitat Complutense de Madrid. Després marxà a Suïssa, on fou investigador associat als departaments de fisiologia a la Universitat de Berna, a la Universitat de Zúric, a la Universitat de Ginebra i a la Universitat de Londres. El 1954 tornà a Espanya, treballant com a col·laborador científic al CSIC, en el que va fundar i dirigir el Departament de Biofísica de 1958 a 1975. També fou catedràtic de fisiologia a la Universitat de Còrdova i a la Universitat de Salamanca. També treballà com a professor a la Universitat de Utah i al centre mèdic de la Universitat de Nova York.
El 1960 va obtenir el 1960 el Premi Nacional de Ciències i el 1969 fou membre honorari del Col·legi de Metges de Còrdova. Va ser el fundador de la Societat Espanyola de Neurociències, de la Federació Espanyola de Societats de Biologia Experimental i de l'Associació Europea de Neurociències. El 1991 fou escollit acadèmic de número de la Reial Acadèmia Nacional de Medicina. També fou membre,
des del 1992, del Col·legi Lliure d'Emèrits